# Bont kartelblad
Het bont kartelblad (Pedicularis oederi) is een kruidachtige plant uit de bremraapfamilie (Orobanchacea) die voorkomt in vochtige graslanden in Europese gebergtes en in de Noord-Europese toendra.

## Naamgeving enetymologie
- Duits: Buntes Läusekraut
- Noors: Gullmyrklegg
- Zweeds: Oeders troldurt

De botanische naam Pedicularis is afgeleid van het Latijnse 'pediculus' (luis), naar het bijgeloof dat het eten van de plant door vee zou leiden tot besmetting door luizen. De soortaanduiding oederi is een eerbetoon aan de Duitse botanicus en de arts Georg Christian Oeder (1728-1791).

## Kenmerken
Het bont kartelblad is een overblijvende, kruidachtige halfparasiet met een 5 tot 15 cm lange, opgerichte, licht behaarde bloemstengel. De weinige stengelbladeren zijn lancetvormig, veerdelig, de bladlobben getand en onbehaard. 
De bloemen staan in een dichte, later ijler wordende eindstandige bloemtros en zijn tot 2,5 groot en geel gekleurd. De bovenlip is onbehaard en ongesnaveld, maar heeft een karmozijnrode top, wat de naam van de plant verklaard. De kelk is klokvormig en behaard. De schutbladen zijn korter dan de bloemen en eveneens behaard.
Het bont kartelblad bloeit van juni tot augustus.

## Habitaten verspreiding
Het bont kartelblad komt voor in vochtige graslanden, vooral op lemige bodem, en in de toendra.
De plant kent een arctische en alpiene verspreiding. Hij is onder meer te vinden in Zweden en Noorwegen, plaatselijk in de Centrale Alpen, en in de bergen van Oost-Europa en Rusland.
... · 
P. gyroflexa (Wollig kartelblad) · 
P. kerneri · 
P. lapponica (Laplands kartelblad) · 
P. oederi (Bont kartelblad) · 
P. palustris (Moeraskartelblad) · 
P. rosea (Roze kartelblad) · 
P. rostratospicata (Vleeskleurig kartelblad) · 
P. sceptrum-carolinum (Karels scepter) · 
P. sylvatica (Heidekartelblad) · 
P. tuberosa (Knolkartelblad) · 
P. verticillata (Kranskartelblad) · 
...